# AZ '67 in het seizoen 1971/72
Het seizoen 1971/1972 was het vijfde jaar in het bestaan van de Alkmaarse betaaldvoetbalclub AZ '67. De club kwam uit in de Eerste divisie en eindigde daarin op de tweede plaats, dit betekende dat de club rechtstreeks promoveerde naar de Eredivisie. Tevens deed de club mee aan het toernooi om de KNVB Beker, hierin werd in de eerste ronde, na strafschoppen, verloren van FC Den Haag (1–1).

## Wedstrijdstatistieken

### Eerste divisie
|       | Blauw-Wit | SC Cambuur | D.F.C. | Eindhoven | Fortuna Vlaardingen | Fortuna SC | De Graafschap | Haarlem | Heerenveen | Helmond Sport | Heracles | HVC   | PEC Zwolle | Roda JC | SVV   | Veendam | De Volewijckers | FC VVV | Wageningen | Willem II |
| ----- | --------- | ---------- | ------ | --------- | ------------------- | ---------- | ------------- | ------- | ---------- | ------------- | -------- | ----- | ---------- | ------- | ----- | ------- | --------------- | ------ | ---------- | --------- |
| Thuis | 2 – 1     | 1 – 1      | 1 – 0  | 0 – 0     | 1 – 1               | 5 – 0      | 2 – 1         | 0 – 1   | 1 – 0      | 3 – 1         | 4 – 0    | 1 – 0 | 3 – 1      | 1 – 0   | 3 – 0 | 3 – 0   | 1 – 0           | 4 – 0  | 3 – 1      | 7 – 1     |
| Uit   | 2 – 0     | 1 – 0      | 0 – 0  | 4 – 3     | 0 – 1               | 1 – 1      | 1 – 1         | 1 – 0   | 2 – 0      | 0 – 2         | 2 – 3    | 0 – 0 | 0 – 1      | 1 – 3   | 1 – 2 | 2 – 2   | 1 – 1           | 0 – 0  | 2 – 1      | 1 – 1     |

### KNVB beker
| 1e ronde                                      | AZ '67              | 1 – 1 (0 – 0, 1 – 1) Na strafschoppen | FC Den Haag         |
| 9 januari 1972 Plaats: Alkmaar Alkmaarderhout | Zygmunt Schmidt 88' |                                       | 69' Sjaak Roggeveen |

## Statistieken AZ '67 1971/1972

### Eindstand AZ '67 in de Nederlandse Eerste divisie 1971 / 1972
| Stand | Gespeeld | Gewonnen | Gelijk | Verloren | Punten | Doelpunten voor | Doelpunten tegen |
| ----- | -------- | -------- | ------ | -------- | ------ | --------------- | ---------------- |
| 2e    | 40       | 22       | 11     | 7        | 55     | 68              | 31               |

### Topscorers
| #                 | Naam              | Goal |
| ----------------- | ----------------- | ---- |
| 1.                | Eddy Schaafstra   | 13   |
| 1.                | Gerard Vredenburg | 13   |
| 3.                | Zygmunt Schmidt   | 11   |
| 4.                | Bob van Rijssel   | 8    |
| 5.                | Dick Twisk        | 5    |
| 6.                | Wim de Jager      | 4    |
| 6.                | Theo Vonk         | 4    |
| 8.                | Siem Tijm         | 3    |
| 9.                | Abe van den Ban   | 2    |
| 10.               | Hans Mol          | 1    |
| 10.               | Flip Stapper      | 1    |
| 10.               | Jan van Veen      | 1    |
| 10.               | Piet Vuil         | 1    |
| Onbekend doelpunt |                   |      |
| –                 | Onbekend          | 1    |
| Totaal            | Totaal            | 68   |

| #      | Naam            | Goal |
| ------ | --------------- | ---- |
| 1.     | Zygmunt Schmidt | 1    |
| Totaal | Totaal          | 1    |

## Voetnoten
AZ '67 ·
Blauw-Wit ·
SC Cambuur ·
D.F.C. ·
Eindhoven ·
Fortuna SC ·
Fortuna ·
De Graafschap ·
Haarlem ·
Heerenveen ·
Helmond Sport ·
Heracles ·
HVC ·
PEC Zwolle ·
Roda JC ·
SVV ·
Veendam ·
De Volewijckers ·
FC VVV ·
Wageningen ·
Willem II ·